# Vũ Minh Mão
Vũ Minh Mão (1942 - 2018) là đại biểu Quốc hội Việt Nam khóa X. Ông thuộc đoàn đại biểu Thái Bình.
Vũ Minh Mão là Đại biểu Quốc hội các Khóa IX, X, XI thuộc Đoàn đại biểu tỉnh Thái Bình. Ông Nguyên là Giám đốc Sở điện lực Thái Bình, Phó chủ tịch Hội đồng nhân dân Tỉnh Thái Bình. Năm 1992 ông trúng cử Đại biểu Quốc hội và giữ chức vụ Phó Chủ nhiệm Ủy ban Khoa học Công nghệ và Môi trường của Quốc hội (gần 3 nhiệm kỳ). Sau khi nghỉ hưu ông là Chủ tịch Hiệp hội chiếu sáng đô thị Việt Nam.

## Tiểu sử
Xuất thân trong một gia đình nông dân nghèo, cha mất sớm trong cuộc chiến tranh thực dân Pháp, Ông là người có ý trí và nghị lực học tập và đã xuất sắc đỗ vào Trường Đại học Bách Khoa Hà Nội học chuyên ngành điện. Sau khi tốt nghiệp Trường Đại học Bách Khoa Hà Nội, Ông được giới thiệu và điều động về làm việc tại Sở Điện lực Thái Bình với vai trò Kỹ sư thiết kế cho hệ thống điện và nhà máy điện lúc bấy giờ. Với những đóng góp lớn trong cho ngành điện Thái Bình, Ông lần lượt được bổ nhiệm vào vị trí Phó phòng, Trưởng phòng, Phó Giám đốc và Giám đốc điện lực của Tỉnh Thái Bình và được cử sang Liên Xô làm Nghiên cứu sinh ngành Lý luận chính trị. Khi trở về nước, Ông lại tiếp tục được cử sang Trung Quốc học tập về quản lý Nhà nước và kinh nghiệm trong quản lý và vận hành trong ngành Điện. Ông bảo vệ thành công Luận án Tiến sĩ tại Đại học Bách khoa Hà Nội năm 1990, trước đó, Ông cũng được bổ nhiệm làm Phó Chủ tịch Ủy ban Nhân dân tỉnh Thái Bình rồi Phó chủ tịch Hội đồng Nhân dân. Năm 1992 ông trúng cử đại biểu Quốc hội khóa IX, và các khóa sau là khóa X, khóa XI. Tại kỳ họp thứ sáu Quốc hội khóa IX, căn cứ vào Tờ trình của Chủ tịch Quốc hội và biên bản kết quả bầu cử ngày 29-10-1994, Quốc hội thông qua Nghị quyết bầu ông Vũ Minh Mão giữ chức vụ Phó Chủ nhiệm Ủy ban Khoa học, Công nghệ và Môi trường của Quốc hội. Ông đảm nhận chức vụ Phó Chủ nhiệm thường trực Ủy ban Khoa học, Công nghệ và Môi trường của Quốc hội trong thời gian Hồ Đức Việt kiêm nhiệm Chủ tịch Ủy ban và Trưởng ban Tổ chức Trung ương tại Khóa XI.
Ông mất ngày 17/03/2018 tại Bệnh viện Hữu nghị Việt Xô, hưởng thọ 77 tuổi

## Khen thưởng
- Huân chương kháng chiến hạng Nhất
- Huân chương Độc lập hạng Nhì
- Huy hiệu 40 năm tuổi Đảng